# Woodland Park (Colorado)
Woodland Park és una població dels Estats Units a l'estat de Colorado. Segons el cens del 2000 tenia 6.515 habitants.

## Demografia
Segons el cens del 2000, Woodland Park tenia 6.515 habitants, 2.476 habitatges, i 1.884 famílies. La densitat de població era de 444,4 habitants per km².
Dels 2.476 habitatges en un 39,9% hi vivien nens de menys de 18 anys, en un 65,3% hi vivien parelles casades, en un 7,7% dones solteres, i en un 23,9% no eren unitats familiars. En el 19,1% dels habitatges hi vivien persones soles el 4,3% de les quals corresponia a persones de 65 anys o més que vivien soles. El nombre mitjà de persones vivint en cada habitatge era de 2,63 i el nombre mitjà de persones que vivien en cada família era de 3,03.
Per edats la població es repartia de la següent manera: un 28,5% tenia menys de 18 anys, un 5,8% entre 18 i 24, un 32,9% entre 25 i 44, un 26,3% de 45 a 60 i un 6,5% 65 anys o més.
L'edat mediana era de 38 anys. Per cada 100 dones de 18 o més anys hi havia 97 homes.
La renda mediana per habitatge era de 52.279 $ i la renda mediana per família de 59.583 $. Els homes tenien una renda mediana de 36.157 $ mentre que les dones 27.459 $. La renda per capita de la població era de 22.780 $. Entorn de l'1,8% de les famílies i el 3,7% de la població estaven per davall del llindar de pobresa.

## Poblacions més properes
El següent diagrama mostra les poblacions més properes.